# بوق

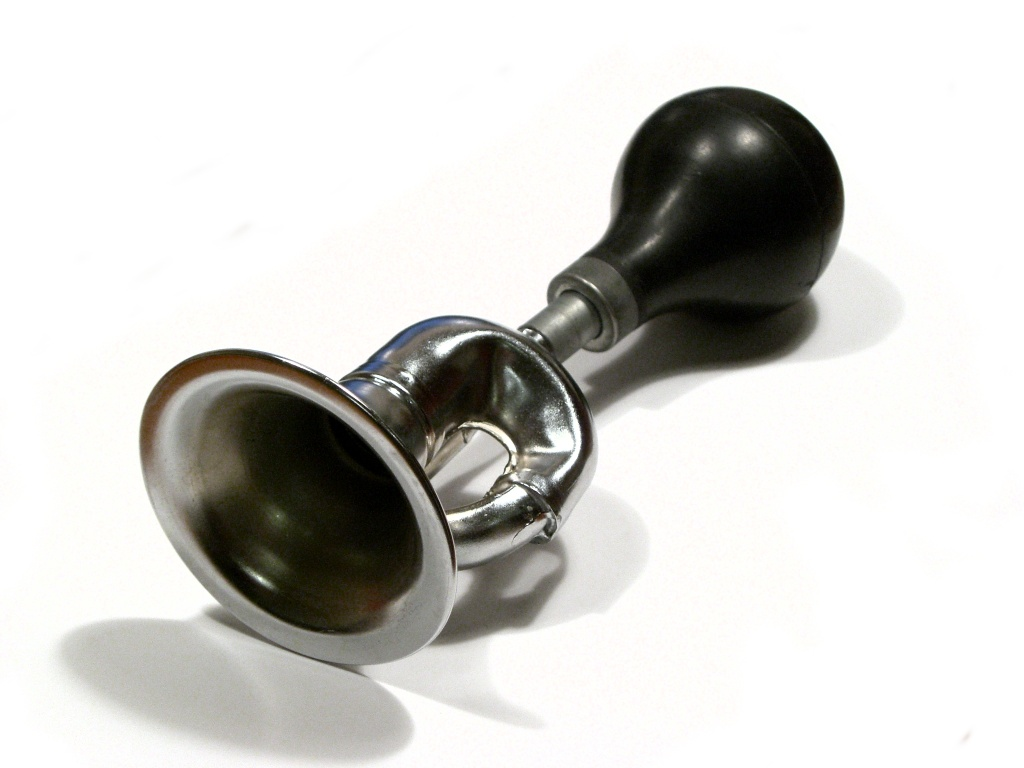
یک بوق تک شیپوره

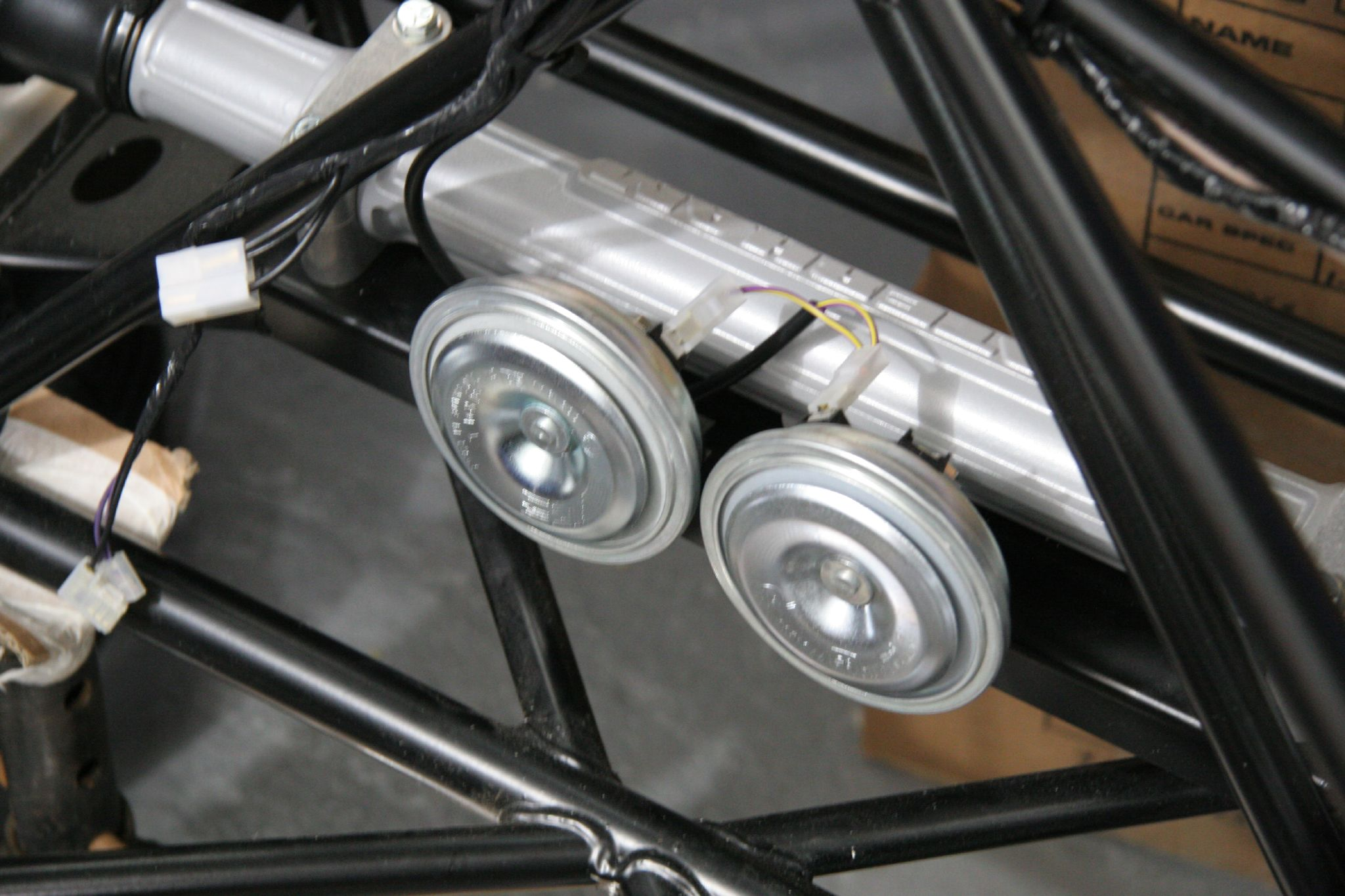
بوق مدرن الکتریکی نصب شده در موتور محفظه‌ای

بوق یک وسیله نقلیه، یک دستگاه تولیدکننده صدا است که جهت هشدار دادن برای رسیدن یا حضور وسیله نقلیه به دیگران مورد استفاده قرار می‌گیرد. اتومبیل‌ها، کامیون‌ها، کشتی‌ها و قطار‌ها همه به وسیله قانون ملزم به استفاده از بوق هستند. دوچرخه‌ها نیز در بسیاری از موارد، در حوزه‌های قضایی و قانونی ملزم به استفاده از یک دستگاه هشدار دهنده شنیداری هستند، اما این قانون جهانی نبوده و دستگاه مورد استفاده همیشه و الزاماً یک بوق نیست.

## انواع بوق
۱. بوق‌های بادی
۲. بوق‌های الکتریکی
۳. بوق‌های مکانیکی